# Camp Hill (Alabama)
Camp Hill é uma cidade  localizada no estado americano de Alabama, no Condado de Tallapoosa.

## Demografia
Segundo o censo americano de 2000, a sua população era de 1273 habitantes.
Em 2006, foi estimada uma população de 1208, um decréscimo de 65 (-5.1%).

## Geografia
De acordo com o United States Census Bureau, a localidade tem uma área de 23,5 km², sem área coberta por água. Camp Hill localiza-se a aproximadamente 222 m acima do nível do mar.

## Localidades na vizinhança
O diagrama seguinte representa as localidades num raio de 32 km ao redor de Camp Hill.